# Backlash (2016)
Backlash (2016) — pay-per-view шоу «Backlash», що проводиться федерацією реслінгу WWE, в якому брали участь лише бійці арени SmackDown. Шоу відбулося 11 вересня 2016 року у Річмонд-Колізеум в місті Ричмонд (Вірджинія), США. Вісім матчів відбулися під час шоу, один з них перед показом. Це було 12-те шоу в історії «Backlash».